# 陈汉夫
陈汉夫（英語：Raymond Chan Hon-fu，1958年—），男，数学家，大學教授，研究領域為数值线性代数与图像处理。現任嶺南大學學術暨教務副校長兼林文贊科學計算講座教授，曾任香港城市大学副校長（學生事務），香港城市大学理学院院长及數學系講座教授，香港中文大学数学系系主任（2012年－2018年）。

## 生平
早年就讀九龍工業學校，1975年畢業於普照書院(現天主教普照中學)。
1980年本科畢業於香港中文大學數學系，獲壹等榮譽學位。畢業後他留在系內擔任專職講師。
1981年獲得了纽约大学柯朗研究所的全額獎學金。1985年在Olof B. Widlund教授的指導下獲得應用數學博士學位。
1985年在美國馬薩諸塞大學阿默斯特分校任長聘助理教授，開始了他的職業生涯。
1986年回流香港，1986年至1992年在香港大學任教。
1993年，在香港科技大学任教。1993年加入母校香港中文大學，先後任數學研究所副所長（1996年－1998年）、理學院副院長（2004年－2009年）以及數學系主任（2012年－2018年），並於2019年退休.
2019年退休之後他加入香港城市大學為理學院院長，2021年起為該校副校長（學生事務）兼數學系講座教授。
2023年6月卸任副校長（學生事務），繼續擔任香港城市大學理學院院長兼數學系講座教授。 
2024年6月獲嶺南大學委任學術暨教務副校長兼科學計算講座教授。

## 学术成就
陈汉夫教授发表了150多篇期刊论文并出版十几本学术专著。
自2004年起，陈汉夫教授的名字被列在ISI數學家名單首300名內。他曾於1989年獲得英國 Leslie Fox數值分析獎、1997年獲得中國科學院的馮康獎及1998年獲得晨興數學獎。陳教授現為十份國際學術期刊擔任編輯委員， 其中包括 Asian Journal of Mathematics(兩主編之一), ACM Computing Reviews, SIAM Journal on Imaging Sciences 及 SIAM Journal on Scientific Computing。

## 奖项和荣誉
1989年在英国剑桥获得莱斯利·福克斯数值分析奖。
1997年在中国北京获得冯康科学计算奖。
1998年在中国北京获得晨兴数学奖银奖。
2011年获得中国教育部授予的“ 2011年度高等教育杰出科研成果奖”（一等奖）。
2013年当选美国工业与应用数学学会会士（SIAM Fellow）。. 

## 學術指導
陈汉夫教授培养了大量的优秀学生，其中包括：澳门大学前数学系主任金小庆教授；香港浸会大学前数学系系主任，美国工业与应用数学学会会士，2017年冯康奖获得者香港大学吴国宝（Michael K. Ng）教授；香港大学数学系前主任程伟基（Wai-Ki Ching）教授； 2007年NSF职业奖获得者，2019年冯康奖获得者，美国佐治亚理工大学周好民教授
；2008年应用数值代数奖一等奖者厦门大学白正简教授；EASIAM学生论文奖一等奖（2013）获得者英国伦敦大学学院蔡晓昊博士。